# الزاوية الجديدة (ليبيا)
منطقة الزاوية الجديدة إحدى مناطق مدينة الزاوية الغربية (ليبيا) في ليبيا وتعرف هذه المنطقة أيضا ب قمودة وهي قرية شمال مدينة الزاوية تطل على البحر الأبيض المتوسط.
أغلبية سكانها من قبيلة القمامدة التي سميت باسمها المنطقة، ويوجد بها مرفا للصيد البحري مرسى ديلة وشواطي قمودة تتميز بكثرة مرتاديها من الصيادين الذين يقضون ساعات طوال بصنارتهم على صخور الشاطيء والغواصين الذين يصطادون الاخطبوط والمحار والاسماك ويعتبر المرسى المذكور الحد الشرقي لقمودة ومصفاة الزاوية الحد الغربي ومن الجنوب منطقة بحر السماح.
ويوجد بقمودة أيضا مجمع سكني حديث فيه ملاعب مغطاه لكرة الطائرة والسلة واليد وملاعب مفتوحة لكرة القدم والاسكواش والتنس والعاب القوى.